# Suicide Solution
Suicide Solution – utwór wykonywany przez Ozzy'ego Osbourne'a. Jest to ostatni utwór na 1. stronie pierwszego studyjnego albumu (LP) – Blizzard of Ozz (1980) – tego angielskiego wokalisty. Wydanie utworu wraz z albumem wiązało się z kontrowersjami, które przysporzyły Osbourne'owi wiele problemów.
Utwór został wydany przez Ozzy'ego Osbourne'a jako hołd dla przedwcześnie zmarłego wokalisty AC/DC Bona Scotta.

## Kompozycja
Riff do utworu został napisany przez gitarzystę formacji Randy'ego Rhoadsa. Wcześniej ten motyw był użyty przez muzyka w utworze "Force of Habit" zespołu Quiet Riot. Bob Daisley natomiast napisał tekst do "Suicide Solution".

## Wykonawcy
- Ozzy Osbourne – wokale
- Randy Rhoads – gitara
- Bob Daisley – gitara basowa
- Lee Kerslake – perkusja